# Jean Castex
Jean Castex (født 25. juni 1965) er en fransk politiker, der var Frankrigs premierminister fra 3. juli 2020 til 16. maj 2022. Han afløste Édouard Philippe som premierminister.
Han var medlem af partiet Les Républicains (LR) indtil 2020, hvor han tilsluttede sig La République en Marche ! (LREM). Castex var borgmester i 12 år i Prades, en lille by i Sydfrankrig, indtil præsident Emmanuel Macron udnævnte ham til premierminister. Castex fratrådte posten som premierminister i maj 2022.